# Кроулі (Австралія)
31°59′10″ пд. ш. 115°49′19″ сх. д. / 31.986° пд. ш. 115.822° сх. д.
Кроулі — західне передмістя Перта, столиці Західної Австралії. Територія є частиною району місцевого самоврядування міста Перт і раніше була спільною між містом Субіако та містом Перт. Це приблизно 5,8 кілометра (4 милі) від центрального ділового району Перта через Маунтс-Бей-роуд.
Попередня назва місцевості була Кроулі-Парк. Його назвав ранній землевласник Генрі Чарльз Сазерленд, дошлюбне прізвище матері якого було Кроулі.
Тут розташований Університет Західної Австралії, найстаріший університет штату.